# Espen Edvardsen
Espen Edvardsen (Trondheim, 24 febbraio 1979) è un calciatore norvegese, di ruolo attaccante.

## Carriera

### Club
Edvardsen giocò per le giovanili del Rosenborg, per poi essere aggregato alla squadra titolare sul finire del 1998. Esordì nella Tippeligaen in data 13 giugno 1999, subentrando a Jan-Derek Sørensen nel successo per 3-0 sullo Skeid. Passò poi in prestito al Byåsen nello stesso, mentre nel 2001 si trasferì con la stessa formula allo Strømsgodset. Il 22 aprile debuttò con questa casacca, sostituendo Eivind Evensen nella sconfitta casalinga per 1-2 sul Lillestrøm. A fine stagione, rescisse il contratto con il Rosenborg. Nel 2002 si accordo con l'Oslo Øst, per poi tornare al Byåsen.

### Nazionale
Edvardsen conta 4 presenze per la Norvegia under 21. La prima presenza fu datata 22 febbraio 2000, subentrando a Øyvind Storflor nel successo per 0-1 sulla Finlandia under 21.